# Procambarus primaevus
Procambarus primaevus är en utdöd kräftdjursart som först beskrevs av Alpheus Spring Packard 1880. Den levde under eocenperioden, och är enbart känd från Fossil Lake i Wyoming, USA. Den tros ha levt i grundt vatten nära sjökusten. Procambarus primaevus ingår i undersläktet Austrocambarus, vilket idag omfattar främst mexikanska arter.